# Fedir Bohatyrčuk
Fedir Parfenovyč Bohatyrčuk (také Bogatirchuk, Bohatirchuk, Bogatyrtschuk, česky také Bogatyrčuk); (ukrajinsky Федір Парфенович Богатирчук; 14. listopadu 1892 Kyjev – 4. září 1984 Ottawa) byl ukrajinský lékař-radiolog, šachista a politik.

## Život
V roce 1897 mu ve věku čtyř let zemřel otec, povoláním dirigent ženského chrámového sboru Florovského kláštera v Kyjevě. To rozhodlo o Fedirově budoucí profesní orientaci na lidské zdraví. V roce 1911 v devatenácti letech vyhrál svůj první šachový turnaj. Po dokončení gymnázia začal v roce 1912 studovat medicínu na Univerzitě Svatého Vladimíra v Kyjevě. Studia dokončil v roce 1917. Jako dobrovolník se přihlásil na frontu. První rok pracoval jako plukovní lékař, druhý rok jezdil s vojenským sanitárním vlakem ukrajinských střelců. V době občanské války pracoval v nemocnici a vyučoval anatomii v Kyjevském institutu tělovýchovy a sportu. Zároveň se účastnil mezinárodních šachových turnajů, na které odjížděl v době své dovolené jednou až dvakrát ročně. Proslavil se na druhém šachovém mistrovství SSSR v Petrohradě roku 1923, kde obsadil dělené 3. až 5. místo a byl nazván šampiónem. Zúčastnil se také následujících mezinárodním mistrovství v roce 1925 a v roce 1927, kde se dělil o 1. a 2. místo s P.A. Romanovským a utkal se s šestnáctiletým Michailem Botvinnikem.
Během Velké vlastenecké války unikl evakuaci pod záminkou nutného (fiktivního) očkování proti vzteklině. Pracoval v Němci okupovaném Kyjevě, kde byl místopředsedou ukrajinského Červeného kříže. Represivní postup německých vojsk dovedl Bohatyrčuka k deziluzi z nacismu. Pod jeho vedením Červený kříž zahájil získávání finančních prostředků pro válečné zajatce, což vedlo k uzavření ukrajinského Červeného kříže a zatčení Bohatyrčuka gestapem (i když to nemělo žádné důsledky). Dalším důvodem jeho zatčení byl fakt, že před nacisty skrýval svou židovskou zaměstnankyni, sestru šachisty Borise Ratnera. Po měsíci ve vazbě jej gestapo propustilo.
Poté Bohatyčuk vedl Ústav experimentální medicíny v Kyjevě.
V roce 1943 se na služební cestě v Berlíně setkal s generálem Vlasovem. Když se sovětská vojska blížila do střední Evropy, emigroval s rodinou do Krakova a odtud v roce 1944 do Prahy. Zde 14. listopadu 1944 na úvodním zasedání v Rudolfově galerii Pražského hradu vstoupil do Komitétu pro osvobození národů Ruska (KONR), kterému předsedal generál Andrej Andrejevič Vlasov. Bohatyrčuk přijal členství v předsednictvu KONR za Ukrajinskou národní radu, dalšími členy předsednictva se stali generálmajor F.I. Truchin a V. F. Malyškin, generálmajor profesor D.E. Zakutnyj, generál Želenkov, E. I. Balabin, profesoři N.N. Budzilovič a S. M. Rudněv. Na zasedání byl pozván také Himmler, ale na Hitlerův pokyn se nezúčastnil .
Zároveň se nadále účastnil šachových turnajů. Pod vedením KONR se pokusil se o vytvoření „ruského Červeného kříže“, který podle vzpomínek S. Froelicha ve skutečnosti nezačal pracovat [1].
Po válce zůstal v americké okupační zóně, v květnu 1945 se usadil v Bayreuthu. Aby se vyhnul repatriaci do SSSR, označoval se za rodáka ze západní Ukrajiny, tj. bývalého občana Polské republiky. Zúčastnil se šachových turnajů pod pseudonymy Bogenholz nebo Bogenko. V roce 1946 vyhrál šachový memoriál Klause Junge v Regensburgu před Semgalisem a Unzikerem.
V roce 1948 nebo až 1954 emigroval do Kanady, kde přednášel na falkultě medicíny univerzity v Ottawě.

## Dílo
- Мой жизненный путь к Власову и Пражскому манифесту (Moje životní pouť k Vlasovovi a Pražskému manifestu). Vlastní životopis.